# Бринкли, Джон
Преподобный Джон Мортимер Бринкли (англ. John Mortimer Brinkley, ок. 1763 — 14 сентября 1835) — ирландский астроном и религиозный деятель.

## Биография
Родился в городе Вудбридж, Суффолк, и был крещён там 31 января 1763 года, точная дата его рождения неизвестна. Был незаконнорождённым сыном Сары Бринкли, дочери мясника. При поступлении в Кембридж Джон Бринкли был записан сыном винодела Джона Тоулера Бринкли, хотя есть основания считать, что его настоящим отцом был Джон Тоулер, 1-й граф Норбери, впоследствии — главный судья суда общей юрисдикции Ирландии.
В 1788 году получил степень бакалавра, а в 1791 году — степень Master of Arts и в том же году рукоположен в Линкольнском соборе (Линкольн, графство Линкольншир). В 1792 году стал вторым Эндрюсовским профессором астрономии) в Университете Дублина и первым королевским астрономом Ирландии, последнюю должность он занимал до 1827 года. В 1822—1835 был президентом Ирландской королевской академии.
Основные труды в области звёздной астрономии, опубликовал свой труд Elements of Plane Astronomy в 1808 году.
Совместно с Джоном Лоу, епископом Элфина, Бринкли подготовил главу «Астрономия» в книге «Естественная теология» Уильяма Пейли.
В 1826 году Бринкли был назначен епископом Клойна в графстве Корк и занимал эту должность до конца своей жизни. Кроме того, Бринкли был избран президентом Королевского астрономического общества в 1831 году и занимал эту должность в течение двух лет.
Награждён медалью Копли в 1824 году.
Джон Бринкли умер в 1835 году в Дублине и был похоронен в часовне Тринити-колледжа.
Джон Бринкли был женат на Эстер Вельд, в браке у них было двое сыновей: Джон (1793—1840) и Мэтью (1797—1855).